# Benjamin Maiyo
Benjamin Maiyo (6 oktober 1978) is een Keniaanse langeafstandsloper, die zich gespecialiseerd heeft in de marathon.

## Loopbaan
Bij de wereldkampioenschappen van 1999 in Sevilla werd Maiyo zevende op de 10.000 m. In 2001 behaalde hij op dezelfde afstand zilver tijdens de Goodwill Games, in 2002 gevolgd door brons bij de Afrikaanse kampioenschappen.
In 2005 finishte Maiyo met een tijd van 2:09.44 als tweede in de marathon van Los Angeles en eveneens als tweede in de marathon van Chicago, ditmaal in 2:07.09. Het jaar daarop werd hij tweede in de Boston Marathon, in 2007 gevolgd door een zesde plaats.
Zijn oom, Joseph Chesire, is een voormalige 1500 meterloper, die vierde werd op de Olympische Spelen.

## Persoonlijke records
Baan
| Onderdeel | Prestatie | Datum        | Plaats    |
| --------- | --------- | ------------ | --------- |
| 2000 m    | 5.04,54   | 5 juni 2000  | Praag     |
| 3000 m    | 7.32,36   | 28 juni 2000 | Athene    |
| 5000 m    | 13.02,28  | 5 juli 2000  | Lausanne  |
| 10.000 m  | 27.07,55  | 4 mei 2001   | Palo Alto |

Weg
| Onderdeel      | Prestatie | Datum           | Plaats    |
| -------------- | --------- | --------------- | --------- |
| 20 km          | 58.59     | 11 oktober 2009 | Chicago   |
| halve marathon | 1:02.24   | 11 oktober 2009 | Chicago   |
| 25 km          | 1:14.33   | 13 april 2008   | Rotterdam |
| 30 km          | 1:29.43   | 13 april 2008   | Rotterdam |
| marathon       | 2:07.09   | 9 oktober 2005  | Chicago   |

## Palmares

### 3000 m
- 2000:  Tsiklitiria Meeting in Athene - 7.32,36

### 5000 m
- 1998:  Karelia Games in Lappeenranta - 13.18,98
- 1998:  Jozef Zylewicz Memorial in Sopot - 13.19,94
- 1999:  Melbourne Track Classic - 13.16,10
- 1999:  Australische kamp. in Melbourne - 13.26,09
- 2000: 4e Live 2000 in Nürnberg - 13.04,92
- 2000:  Athletissima - 13.02,28
- 2001: 4e Meeting Gaz de France - 13.05,43
- 2001: 5e DN Galan - 13.11,61
- 2002:  Notturna di Milano - 13.07,12
- 2002:  Grand Prix in Sevilla - 13.14,05
- 2002: 4e DN Galan - 13.03,27
- 2003:  Notturna di Milano - 13.14,75
- 2003: 7e Keniaanse kamp. in Nairobi - 13.50,3
- 2004: 5e Keniaanse kamp. in Nairobi - 13.51,1

### 10.000 m
- 1998: 4e Keniaanse kamp. in Nairobi - 28.15,0
- 1998:  Optus Zatopek Classic in Melbourne - 27.40,34
- 1999:  Keniaanse kamp. in Nairobi - 28.00,8
- 1999: 7e WK - 28.14,98
- 1999: 5e in Johannesburg - 28.18,78
- 2001: 6e Keniaanse kamp. in Nairobi - 28.09,33
- 2001:  Goodwill Games in Brisbane - 28.06,80
- 2002:  Afrikaanse kamp. in Tunis - 28.45,24
- 2004: 4e Golden Spike in Ostrava - 27.30,30

### 10 km
- 1999: 5e San Silvestre Vallecana in Madrid - 29.14
- 2001: 5e Parelloop - 28.50
- 2003: 5e Counseil General in Marseille - 28.39
- 2004:  Utica Boilermaker - 44.06

### halve marathon
- 1998:  halve marathon van Nyeri - 1:05.16
- 2005: 4e halve marathon van Denver - 1:05.30

### marathon
- 2004: 9e Chicago Marathon - 2:13.17
- 2005:  marathon van Los Angeles - 2:09.44
- 2005:  Chicago Marathon - 2:07.09
- 2006:  Boston Marathon - 2:08.21
- 2006: 8e Chicago Marathon - 2:11.53
- 2007: 6e Boston Marathon - 2:16.04
- 2007: 5e Chicago Marathon - 2:16.59
- 2008: 8e marathon van Rotterdam - 2:10.44
- 2008: 7e marathon van Frankfurt - 2:09.58
- 2009: 10e marathon van Chicago - 2:16.38
- 2010: 6e marathon van Singapore - 2:15.52
- 2011: 6e marathon van Los Angeles - 2:14.27
- 2011: 6e marathon van Dublin - 2:13.25

### overige afstanden
- 2004:  Bay to Breakers in San Francisco (12 km) – 34.50

### veldlopen
- 2003: 7e Keniaanse kamp. in Nairobi - 11.18